# Viktor Plakida
Viktor Tarassovytch Plakida (en ukrainien : Віктор Тарасович Плакіда ; né le 2 août 1956 à Krasnyï Loutch) est un homme politique ukrainien. Il a été Premier Ministre de la république autonome de Crimée de 2006 à 2010.